# Кубок УЄФА 1978—1979
Кубок УЄФА 1978—1979 — восьмий розіграш Кубка УЄФА, у якому у двоматчевому фіналі перемогу здобула менхенгладбаська «Боруссія», здолавши югославську команду «Црвена Звєзда» із загальним рахунком 2-1.

## Перший раунд
| Команда 1                | Заг.           | Команда 2            | 1-й матч       | 2-й матч            |
| ------------------------ | -------------- | -------------------- | -------------- | ------------------- |
| Дукла (Прага)            | 2–1            | Віченца              | 1–0 (Протокол) | 1–1 (Протокол)      |
| Мілан                    | 1–1 (пен. 7–6) | Локомотив (Кошице)   | 1–0 (Протокол) | 0–1 (Протокол)      |
| ЦСКА (Софія)             | 3–5            | Валенсія             | 2–1 (Протокол) | 1–4 (Протокол)      |
| Боруссія (Менхенгладбах) | 7–2            | Штурм                | 5–1 (Протокол) | 2–1 (Протокол)      |
| Арджеш                   | 5–1            | Панатінаїкос         | 3–0 (Протокол) | 2–1 (Протокол)      |
| Атлетік                  | 2–3            | Аякс                 | 2–0 (Протокол) | 0–3 (Протокол)      |
| Фін Гарпс                | 0–10           | Евертон              | 0–5 (Протокол) | 0–5 (Протокол)      |
| Женесс (Еш)              | 0–2            | Лозанна              | 0–0 (Протокол) | 0–2 (Протокол)      |
| Нант                     | 0–2            | Бенфіка              | 0–2 (Протокол) | 0–0 (Протокол)      |
| Спортінг (Хіхон)         | 3–1            | Торіно               | 3–0 (Протокол) | 0–1 (Протокол)      |
| Брага                    | 7–3            | Гіберніанс           | 5–0 (Протокол) | 2–3 (Протокол)      |
| Галатасарай              | 2–6            | Вест-Бромвіч Альбіон | 1–3 (Протокол) | 1–3 (Протокол)      |
| Динамо (Берлін)          | 6–6 (ч)        | Црвена Звєзда        | 5–2 (Протокол) | 1–4 (Протокол)      |
| КуПС                     | 6–5            | Б-1903               | 2–1 (Протокол) | 4–4 (Протокол)      |
| Базель                   | 3–7            | Штутгарт             | 2–3 (Протокол) | 1–4 (Протокол)      |
| Торпедо (Москва)         | 7–3            | Молде                | 4–0 (Протокол) | 3–3 (Протокол)      |
| Ельфсборг                | 3–4            | Страсбур             | 2–0 (Протокол) | 1–4 (Протокол)      |
| Дуйсбург                 | 10–2           | Лех                  | 5–0 (Протокол) | 5–2 (Протокол)      |
| Стандард                 | 1–0            | Данді Юнайтед        | 1–0 (Протокол) | 0–0 (Протокол)      |
| Старт                    | 0–1            | Есб'єрг              | 0–0 (Протокол) | 0–1 (Протокол)      |
| Арсенал                  | 7–1            | Локомотив (Лейпциг)  | 3–0 (Протокол) | 4–1 (Протокол)      |
| Карл Цейс                | 3–2            | Льєрс                | 1–0 (Протокол) | 2–2 (Протокол)      |
| Вестманнаейя             | 1–1 (ч)        | Гленторан            | 0–0 (Протокол) | 1–1 (Протокол)      |
| Твенте                   | 3–4            | Манчестер Сіті       | 1–1 (Протокол) | 2–3 (Протокол)      |
| Гіберніан                | 3–2            | Норрчепінг           | 3–2 (Протокол) | 0–0 (Протокол)      |
| Тімішоара                | 3–2            | МТК                  | 2–0 (Протокол) | 1–2 (Протокол)      |
| Пезопорікос              | 3–7            | Шльонськ             | 2–2 (Протокол) | 1–5 (Протокол)      |
| Олімпіакос               | 3–4            | Левскі               | 2–1 (Протокол) | 1–3 (дч) (Протокол) |
| Динамо (Тбілісі)         | 3–1            | Наполі               | 2–0 (Протокол) | 1–1 (Протокол)      |
| Хайдук (Спліт)           | 3–2            | Рапід (Відень)       | 2–0 (Протокол) | 1–2 (Протокол)      |
| Герта                    | 2–1            | Ботєв                | 0–0 (Протокол) | 2–1 (Протокол)      |
| Будапешт Гонвед          | 8–2            | Аданаспор            | 6–0 (Протокол) | 2–2 (Протокол)      |

## Другий раунд
| Команда 1        | Заг.    | Команда 2                | 1-й матч       | 2-й матч            |
| ---------------- | ------- | ------------------------ | -------------- | ------------------- |
| Аякс             | 5–0     | Лозанна                  | 1–0 (Протокол) | 4–0 (Протокол)      |
| Будапешт Гонвед  | 4–2     | Тімішоара                | 4–0 (Протокол) | 0–2 (Протокол)      |
| Евертон          | 2–2 (ч) | Дукла (Прага)            | 2–1 (Протокол) | 0–1 (Протокол)      |
| Арджеш           | 4–6     | Валенсія                 | 2–1 (Протокол) | 2–5 (Протокол)      |
| Карл Цейс        | 0–3     | Дуйсбург                 | 0–0 (Протокол) | 0–3 (дч) (Протокол) |
| Торпедо (Москва) | 2–3     | Штутгарт                 | 2–1 (Протокол) | 0–2 (Протокол)      |
| Хайдук (Спліт)   | 2–2 (ч) | Арсенал                  | 2–1 (Протокол) | 0–1 (Протокол)      |
| Герта            | 2–1     | Динамо (Тбілісі)         | 2–0 (Протокол) | 0–1 (Протокол)      |
| Вестманнаейя     | 1–4     | Шльонськ                 | 0–2 (Протокол) | 1–2 (Протокол)      |
| КуПС             | 1–6     | Есб'єрг                  | 0–2 (Протокол) | 1–4 (Протокол)      |
| Манчестер Сіті   | 4–2     | Стандард                 | 4–0 (Протокол) | 0–2 (Протокол)      |
| Левскі           | 1–4     | Мілан                    | 1–1 (Протокол) | 0–3 (Протокол)      |
| Страсбур         | 2–1     | Гіберніан                | 2–0 (Протокол) | 0–1 (Протокол)      |
| Брага            | 0–3     | Вест-Бромвіч Альбіон     | 0–2 (Протокол) | 0–1 (Протокол)      |
| Бенфіка          | 0–2     | Боруссія (Менхенгладбах) | 0–0 (Протокол) | 0–2 (дч) (Протокол) |
| Спортінг (Хіхон) | 1–2     | Црвена Звєзда            | 0–1 (Протокол) | 1–1 (Протокол)      |

## Третій раунд
| Команда 1                | Заг. | Команда 2            | 1-й матч       | 2-й матч       |
| ------------------------ | ---- | -------------------- | -------------- | -------------- |
| Мілан                    | 2–5  | Манчестер Сіті       | 2–2 (Протокол) | 0–3 (Протокол) |
| Боруссія (Менхенгладбах) | 5–3  | Шльонськ             | 1–1 (Протокол) | 4–2 (Протокол) |
| Будапешт Гонвед          | 4–3  | Аякс                 | 4–1 (Протокол) | 0–2 (Протокол) |
| Есб'єрг                  | 2–5  | Герта                | 2–1 (Протокол) | 0–4 (Протокол) |
| Страсбур                 | 0–4  | Дуйсбург             | 0–0 (Протокол) | 0–4 (Протокол) |
| Црвена Звєзда            | 2–1  | Арсенал              | 1–0 (Протокол) | 1–1 (Протокол) |
| Валенсія                 | 1–3  | Вест-Бромвіч Альбіон | 1–1 (Протокол) | 0–2 (Протокол) |
| Штутгарт                 | 4–5  | Дукла (Прага)        | 4–1 (Протокол) | 0–4 (Протокол) |

## Чвертьфінали
| Команда 1       | Заг.    | Команда 2                | 1-й матч       | 2-й матч       |
| --------------- | ------- | ------------------------ | -------------- | -------------- |
| Будапешт Гонвед | 4–4 (ч) | Дуйсбург                 | 2–3 (Протокол) | 2–1 (Протокол) |
| Герта           | 3–2     | Дукла (Прага)            | 1–1 (Протокол) | 2–1 (Протокол) |
| Манчестер Сіті  | 2–4     | Боруссія (Менхенгладбах) | 1–1 (Протокол) | 1–3 (Протокол) |
| Црвена Звєзда   | 2–1     | Вест-Бромвіч Альбіон     | 1–0 (Протокол) | 1–1 (Протокол) |

## Півфінали
| Команда 1     | Заг.    | Команда 2                | 1-й матч       | 2-й матч       |
| ------------- | ------- | ------------------------ | -------------- | -------------- |
| Дуйсбург      | 3–6     | Боруссія (Менхенгладбах) | 2–2 (Протокол) | 1–4 (Протокол) |
| Црвена Звєзда | 2–2 (ч) | Герта                    | 1–0 (Протокол) | 1–2 (Протокол) |

## Фінал

### Перший матч
| 9 травня 1979 |

| Црвена Звєзда | 1–1      | Боруссія        |
| ------------- | -------- | --------------- |
| Шестич 21'    | Протокол | Юрішич 60' (аг) |

| Црвена Звєзда (Белград) Глядачів: 87,000 Арбітр: Ян Фут |

### Другий матч
| 23 травня 1979 |

| Боруссія            | 1–0      | Црвена Звєзда |
| ------------------- | -------- | ------------- |
| Сімонсен 15' (пен.) | Протокол |               |

| Рейнштадіон, (Дюссельдорф) Глядачів: 45,000 Арбітр: Альберто Мікелотті |

| Переможець Кубка УЄФА 1978—1979       |
| ------------------------------------- |
| ФРН                                   |
| Боруссія (Менхенгладбах) Перший титул |

## Бомбардири
| Місце | Гравець           | Клуб                     | Голи | Зіграно хвилин |
| ----- | ----------------- | ------------------------ | ---- | -------------- |
| 1     | Аллан Сімонсен    | Боруссія (Менхенгладбах) | 9    | 885            |
| 2     | Рональд Ворм      | Дуйсбург                 | 8    | 806            |
| 3     | Іштван Ваймпер    | Будапешт Гонвед          | 6    | 270            |
| 3     | Рей Кларк         | Аякс                     | 6    | 540            |
| 3     | Юрген Мілевскі    | Герта                    | 6    | 555            |
| 3     | Душан Савич       | Црвена Звєзда            | 6    | 990            |
| 7     | Бернарду Горду    | Брага                    | 5    | 180            |
| 7     | Браян Кідд        | Манчестер Сіті           | 5    | 650            |
| 7     | Ганс-Гюнтер Брюнс | Боруссія (Менхенгладбах) | 5    | 773            |